# Chris Wood (herec)
Christopher Charles „Chris“ Wood (* 14. duben 1988, Dublin, Ohio, Spojené státy americké) je americký herec. Proslavil se rolí Malachaie „Kaie“ Parkera v šesté řadě seriálu Upíří deníky. V roce 2013 se objevil v seriálu The Carrie Diaries v roli Adama Weavera. V roce 2016 získal hlavní roli policisty Jaka Rileyho v seriálu Containment. Během let 2016–2018 hrál roli Mon-Ela v superhrdinském dramatu stanice The CW Supergirl.

## Životopis a kariéra
Wood se narodil v Dublinu v Ohiu. Navštěvoval univerzitu Elon v Severní Karolíně, kde v roce 2010 získal bakalářský titul v oboru muzikálové divadlo. Po škole si zahrál roli Melchiora v národním turné muzikálu Spring Awakening (Jarní probuzení). Na začátku roku 2013 se objevil v televizním filmu Browsers. V roce 2013 producenti seriálu The Carrie Diaries oznámili, že si zahraje v druhé řadě seriálu.
Vedlejší roli získal v šesté řadě seriálu Upíří deníky a to roli hlavního nepřítele řady Malachaie „Kaie“ Parkera. Roli si ještě zopakovala v osmé a finální řadě seriálu. V roli Paula se objevil v jednom díle seriálu Girls. V roce 2016 byl obsazen do hlavní role policisty Jaka Rileyho v seriálu stanice The CW Containment. V dubnu 2016 byl obsazen do role v dramatu Mercy Street. V červenci 2016 byl obsazen do hlavní role v seriálu Supergirl, kde hraje prince Mon-Ela. Seriál opustil na konci třetí řady.

## Osobní život
Dne 10. února 2019 oznámil zasnoubení s herečkou Melissou Benoist.

## Filmografie
| Rok             | Název                | Role                       | Poznámky                                                              |
| --------------- | -------------------- | -------------------------- | --------------------------------------------------------------------- |
| 2010            | The Magazine Girl    | Devin                      | krátkometrážní film                                                   |
| 2013            | Browsers             | Justin                     | televizní film                                                        |
| 2013            | Closer: Nové případy | Brandon North              | díl: „Poster Boy“                                                     |
| 2013–2014       | The Carrie Diaries   | Adam Weaver                | vedlejší role, 6 dílů                                                 |
| 2014            | Girls                | Paul                       | díl: „Beach House“                                                    |
| 2014–2015, 2017 | Upíří deníky         | Kai Parker                 | vedlejší role (6. série), archivní záběry (7. série), host (8. série) |
| 2016            | Comedy Bang! Bang!   | Perry Daffodil             | díl: „Tony Hale Wears a Blue Flannel Shirt and Fuchsia Sneakers“      |
| 2016            | Containment          | Jake Riley                 | hlavní role, 13 dílů                                                  |
| 2016            | Mercy Street         | kapitán Lance Van Der Berg | díly: „Balm in Gilead“ a „The House Guest“                            |
| 2016–2018       | Supergirl            | Mon-El                     | hlavní role (2.řada–3. řada), 45 dílů                                 |
| 2017            | The Flash            | Mon-El                     | díl: „Duet“                                                           |
| 2020            | Legacies             | Kai Parker                 | díly: „Kai Parker Screwed Us“ a „You Can't Save Them All“             |

## Ocenění a nominace
| Rok  | Ocenění            | Kategorie                        | Práce        | Výsledek |
| ---- | ------------------ | -------------------------------- | ------------ | -------- |
| 2015 | Teen Choice Awards | Nejlepší televizní zloduch       | Upíří deníky | nominace |
| 2017 | Teen Choice Awards | Nejlepší televizní herec (akční) | Supergirl    | nominace |
| 2017 | Teen Choice Awards | Nejlepší polibek                 | Supergirl    | nominace |
| 2017 | Teen Choice Awards | Nejlepší televizní pár           | Supergirl    | nominace |